# Língua zulu
A língua zulu, ou zula ou isizulu como endónimo, originária do povo zulu, é uma das 11 línguas oficiais da África do Sul e possui por volta de 12 milhões de falantes pelo mundo. Devido à popularidade da língua, o zulu é considerado a primeira língua mais ativamente falada no seu país de origem, sendo falada por 22,7% da população – e a segunda mais falada das línguas bantas, depois do suaíli.

## Classificação
O zulu é falado principalmente na província Cuazulo-Natal, da África do Sul. Apesar da maioria de seus falantes pertencerem à etnia zulu, grande parte da população de origem asiática e europeia residente dessa província também fala essa língua. Além da região de origem, é falada também na parte sudeste da República da África do Sul, além de Moçambique, Joanesburgo, regiões do Zimbábue, Zâmbia e Essuatíni. O idioma possui uma vasta região de influência, visto que as populações migrantes zulu o levaram para regiões adjacentes, especialmente o Zimbábue, onde a língua andebele setentrional está intimamente relacionada com o zulu.
Em relação a sua família, ela pode ser classificada como língua Sul-Sariana do ramo da família nígero-congolesa. Pertence às línguas bantas (faladas pelos povos banto da África Subsaariana).

### Etimologia
A etimologia do nome "zulu" corresponde ao indivíduo relativo ou pertencente aos zulus (grupo étnico da África Austral) ou natural ou habitante da zululândia, região correspondente à atual província de Cuazulo-Natal.

## História
A língua zulu é original do povo zulu, povo originário do sul da África que vivem em territórios correspondentes à África do Sul, Lesoto, Essuatíni, Zimbábue e Moçambique. Os zulus foram fundados por zulu kaNtombhela e eram inicialmente um grande clã localizados no atual norte da província do Cuazulo-Natal. Apesar de, no século XIX, terem sido uma nação guerreira que resistiu às invasões imperialistas britânicas e bôere, o povo zulu tem expansão e poder político restritos atualmente.
Uma característica evidente da língua é que ela possui vários sons de clique típicos das línguas da África Austral, que não são encontrados no resto da África. Antes da chegada de missionários da Europa em suas missões imperialistas, o zulu não era uma língua escrita. Posteriormente, o idioma foi documentado usando a escrita latina e atualmente é expresso em dicionários, gramáticas, diversos jornais, programas de rádio, sites da internet e na Bíblia (desde 1883). O primeiro documento em zulu foi uma tradução da Bíblia em 1883, e o primeiro livro de gramática em zulu foi publicado na Noruega em 1850 pelo missionário norueguês Hans Schreuder. Além disso, diversas obras literárias foram escritas em zulu, principalmente romances. Um dos autores zulus pioneiros foi Reginald Dhlomo, que escreveu vários romances históricos dos líderes do século XIX do povo zulu – U-Dingane (1936), U-Shaka (1937), U-Mpande (1938), U-Cetshwayo (1952) e U-Dinizulu (1968). Dentre outros escritores, também se destacam Oswald Mbuyiseni Mtshali e Benedict Wallet Vilakazi.
Atualmente, a forma escrita do zulu é controlada pelo Quadro de Idiomas Pan-Sul-Africanos.

## Fonética e Fonologia

### Tons
A grande maioria das línguas nigero-congolesas nos dias atuais são tonais, e o zulu não poderia ser diferente. Um típico sistema de tom nígero-congolês envolve dois ou três contrastantes níveis de tons: baixo, alto e decrescente. Por exemplo, as palavras “padre” e “professor” são escritas como umfundisi, porém são pronunciadas em tons diferentes: /úm̩fúndisi/ para “sacerdote” e /úm̩fundísi/ para “professor”.
Os tons altos podem "se espalhar" em sílabas graves, enquanto o reverso não ocorre. O tom baixo é melhor descrito como a ausência de qualquer tom, ou seja, é considerado um tipo de tom padrão que é substituído por tons altos ou decrescentes. O tom descendente é uma sequência de agudos-graves e ocorre apenas em vogais longas. A penúltima sílaba também pode apresentar tom decrescente quando for longa devido à posição da palavra na frase.
Estudos sincrônicos e comparações históricas dos sistemas de tom demonstram que tal sistema básico pode facilmente desenvolver mais contrastes tonais sob a influência de consoantes depressoras ou através da introdução de uma descendente mudança de tom.
Consoantes depressoras, ou, abreviadamente, depressores, são os fonemas consonantais soprosos em zulu. As consoantes depressoras têm um efeito de abaixamento no tom, adicionando um início de tom baixo não fonêmico ao tom normal da sílaba.

### Vogais

Trapézio de vogais de acordo com o IPA, de Wade (1996)

- O sistema vocálico do zulu consiste em cinco vogais.
- De acordo com Alfabeto Fonético Internacional (IPA), / ɛ / e / ɔ / são pronunciados como 'e' em “teto” e como 'o' em “mola”), respectivamente, se uma sílaba seguinte contiver as vogais [+ATR] / i / ou / u / .

Observação: vogais em [+ATR] (raiz avançada da língua) consiste na expansão da cavidade faríngea assim como no frequente abaixamento da laringe, o que pode adicionar uma qualidade soprosa à vogal.
Exemplo:
| Em zulu  | Em português | Foneticamente |
| -------- | ------------ | ------------- |
| umgibeli | passageiro   | [úm̩̀ɡìɓéːlì]   |
| ukupheka | cozinhar     | [ùɠúpʰɛ̀ːɠà]   |

Além disso, o comprimento da vogal é limitado no zulu, como resultado da contração de certas sílabas. Por exemplo, a palavra ithambo [íːtʰámbó] "osso" é uma contração de ilithambo [ílítʰámbó]. Dessa forma, a sílaba “li” foi contraída, alongando a vogal “í”.

### Consoantes
|                   |                     | Labial | Dental/Alveolar | Dental/Alveolar | Pós-alveolar | Velar   | Glotal |
| central           | lateral             | Labial |                 |                 | Pós-alveolar | Velar   | Glotal |
| ----------------- | ------------------- | ------ | --------------- | --------------- | ------------ | ------- | ------ |
| Clique            | plana               |        | ᵏǀʼ             | ᵏǁʼ             | ᵏǃʼ          |         |        |
| Clique            | aspirado            |        | ᵏǀʰ             | ᵏǁʰ             | ᵏǃʰ          |         |        |
| Clique            | nasalado            |        | ᵑǀ              | ᵑǁ              | ᵑǃ           |         |        |
| Clique            | oral com voz frouxa |        | ᶢǀʱ             | ᶢǁʱ             | ᶢǃʱ          |         |        |
| Clique            | nasal de voz frouxa |        | ᵑǀʱ             | ᵑǁʱ             | ᵑǃʱ          |         |        |
| Nasal             | voz modal           | m      | n               |                 | ɲ            |         |        |
| Nasal             | voz frouxa          | m̤      | n̤               |                 |              | (ŋ̈)     |        |
| Plosiva           | plana               | pʼ     | tʼ              |                 |              | kʼ      |        |
| Plosiva           | aspirado            | pʰ     | tʰ              |                 |              | kʰ      |        |
| Plosiva           | voz frouxa          | b̤      | d̤               |                 |              | ɡ̈       |        |
| Plosiva           | implosiva           | ɓ      |                 |                 |              | ɠ       |        |
| Africada          | plana               |        | tsʼ             |                 | tʃʼ          | kxʼ~kʟ̝̊ʼ |        |
| Africada          | voz frouxa          |        |                 |                 | dʒ̈           |         |        |
| Fricativa         | sem voz             | f      | s               | ɬ               | ʃ            |         | h      |
| Fricativa         | voz frouxa          | v̤      | z̤               | ɮ̈               |              |         | ɦ̥      |
| Aproximante       | voz modal           |        |                 | l               | j            | w       |        |
| Aproximante       | voz frouxa          |        |                 |                 | j̈            | w̤       |        |
| Vibrante múltipla |                     |        | r               |                 |              |         |        |

- A consoante /ŋ/ ocorre em alguns dialetos como uma redução do encontro /ng/ quando não está na posição do radical, então sempre tem voz fraca.
- O trill /r/ não é nativo do zulu e ocorre apenas em palavras expressivas e em empréstimos recentes de línguas europeias.
- Assim como outras línguas africanas indígenas, o zulu faz parte das línguas com cliques (clicks), pela contaminação das línguas coissã do sul da África, como o !xóõ. Um clique é um som produzido com a língua ou os lábios sem a utilização dos pulmões.

O zulu tem 3 cliques: dental, postalveolar e lateral:
- Denti-alveolar (dental) / ǀ / comparável a uma sucção de dentes, como o som que faz para 'tsk tsk'

- Pós-alveolar (ou aveolar) / ! / comparável ao som ‘pop’ da tampa de garrafa

- Lateral / ǁ / comparável a um clique que se pode fazer para um cavalo caminhando

### Fonotática
- As sílabas do zulu são canonicamente (N) C (w) V, e as palavras sempre devem terminar em vogais.
- Os encontros consonantais consistem em qualquer consoante, opcionalmente precedida por uma consoante nasal homorgânica (processo fonológico de "prenasalização") e opcionalmente seguida pela consoante / w /.
- Além disso, / m̩ / silábico ocorre como uma redução do anterior / mu / e atua como uma sílaba verdadeira, ou seja, pode ser silábico mesmo quando não é a inicial da palavra, e também pode carregar tons distintos como uma sílaba completa. É importante ressaltar que o acontecimento de recentes empréstimos de idiomas como o inglês podem mudar e violar essas restrições, incluindo encontros consonantais adicionais que não são nativos do zulu. A influência do inglês no vocabulário zulu será discutida posteriormente.

### Prosódia: entonação
O fenômeno da prosódia, a entonação, nas palavras zulu é mais previsível e normalmente cai na penúltima sílaba de uma palavra. É também acompanhado por alongamento alofônico da vogal. Nesse sentido, quando a vogal final de uma palavra é longa devido à contração, ela recebe o acento em vez da sílaba anterior.
No entanto, o alongamento não ocorre em todas as palavras de uma frase, mas apenas naquelas que têm o final da frase. Assim, para qualquer palavra de pelo menos duas sílabas, existem duas formas diferentes, uma com penúltima extensão e outra sem, ocorrendo em distribuição complementar. Em alguns casos, há alternâncias morfêmicas que ocorrem também como resultado da posição da palavra. Por exemplo, os pronomes demonstrativos remotos podem aparecer com o sufixo -ana no final da frase, mas, caso o contrário, apenas como -ā.

## Escrita
A língua zulu emprega as 26 letras do alfabeto latino básico (ISO), que é o mesmo adotado na língua portuguesa. No entanto, algumas das letras têm pronúncia diferente do inglês
| Letra(s) | Fonema(s) | Exemplo                                         |
| -------- | --------- | ----------------------------------------------- |
| a        | /a/       | amanzi /ámáːnzi/ "água"                         |
| b        | /b/       | ubaba /úbaːbá/ "meu/nosso pai"                  |
| bh       | /bʱ/      | ukubhala /úɠubʱâːla/ "escrever"                 |
| c        | /ǀ/       | icici /îːǀíːǀi/ "brinco"                        |
| ch       | /ǀʰ/      | ukuchaza /uɠúǀʰaːza/ "fascinar/explicar"        |
| d        | /d/       | idada /íːdaːda/ "pato"                          |
| dl       | /ɮ/       | ukudla /úɠuːɮá/ "comer"                         |
| e        | /e/       | ibele /îːɓéːle/ "peito"                         |
| f        | /f/       | ifu /íːfu/ "nuvem"                              |
| g        | /ɡ/       | ugogo /úɡóːɡo/ "avó"                            |
| gc       | /ᶢǀʱ/     | isigcino /isíᶢǀʱiːno/ "fim"                     |
| gq       | /ᶢǃʱ/     | uMgqibelo /umúᶢǃʱiɓéːlo/ "Sábado"               |
| gx       | /ᶢǂʱ/     | ukugxoba /uɠúᶢǂʱoːɓa/ "carimbar"                |
| h        | /h/       | ukuhamba /úɠuháːmba/ "ir"                       |
| hh       | /ɦ/       | ihhashi /îːɦáːʃi/ "cavalo"                      |
| hl       | /ɬ/       | ukuhlala /uɠúɬaːla/ "sentar-se"                 |
| eu       | /eu/      | imini /ímíːni/ "dia"                            |
| j        | /dʒ/      | uju /úːdʒu/ "querido"                           |
| k        | /k/       | ikati /îːkáːti/ "gato"                          |
| k        | /ɠ/       | ukuza /uɠúːza/ "por vir"                        |
| kh       | /kʰ/      | ikhanda /îːkʰâːnda/ "cabeça"                    |
| kl       | /kx/      | umklomelo /umukxómeːlo/ "prêmio"                |
| eu       | /l/       | ukulala /úɠuláːla/ "dormir"                     |
| m        | /m/       | imali /ímaːlí/ "dinheiro"                       |
| m        | /mʱ/      | umama /úmʱáːma/ "minha/nossa mãe"               |
| mb       | /mb/      | imbube /ímbuːɓé/ "leão"                         |
| n        | /n/       | unina /úniːna/ "sua mãe"                        |
| n        | /nʱ/      | nendoda /nʱéndoːda/ "com um homem"              |
| nc       | /ᵑǀ/      | incwancwa /íᵑǀwáːᵑǀwa/ "farinha de milho azeda" |
| ng       | /nɡ/      | ingane /ínɡáːne /"uma criança"                  |
| ngc      | /ᵑǀʱ/     | ingcosi /íᵑǀʱoːsí/ "um pouco"                   |
| ngq      | /ᵑǃʱ/     | ingqondo /íᵑǃʱoːndo/ "cérebro"                  |
| ngx      | /ᵑǂʱ/     | ingxenye /íᵑǂʱéːɲe/ "parte"                     |
| nj       | /ndʒ/     | inja /îːndʒá/ "cachorro"                        |
| nk       | /ŋk/      | inkomo /íŋkoːmó/ "vaca"                         |
| nq       | /ᵑǃ/      | inqola /íᵑǃóːla/ "carrinho"                     |
| ntsh     | /ntʃʼ/    | intshe /îːntʃʼé/ "avestruz"                     |
| nx       | /ᵑǂ/      | inxeba /íːᵑǁeːɓa/ "ferida"                      |
| ny       | /ɲ/       | inyoni /íɲoːni/ "pássaro"                       |
| o        | /o/       | uphondo /úːpʰoːndo/ "chifre"                    |
| p        | /p/       | ipipi /îːpíːpi/ "cachimbo para fumar"           |
| ph       | /pʰ/      | ukupheka /uɠúpʰeːɠa/ "cozinhar"                 |
| q        | /ǃ/       | iqaqa /íːǃaːǃá/ "polecat"                       |
| qh       | /ǃʰ/      | iqhude /îːǃʰúːde/ "galo"                        |
| r        | /r/       | iresiphi /iːrésiːpʰi/ "receita"                 |
| s        | /s/       | isisu /isíːsu/ "estômago"                       |
| sh       | /ʃ/       | ishumi /îːʃûːmi/ "dez"                          |
| t        | /t/       | itiye /îːtíːje/ "chá"                           |
| th       | /tʰ/      | ukuthatha /úɠutʰáːtʰa/ "tomar"                  |
| ts       | /tsʼ/     | itswayi /íːtsʼwaːjí/ "sal"                      |
| tsh      | /tʃʼ/     | utshani /útʃʼaːní/ "grama"                      |
| u        | /u/       | ubusuku /úɓusûːɠu/ "noite"                      |
| v        | /v/       | ukuvala /uɠúvaːla/ "fechar"                     |
| w        | /w/       | ukuwela /uɠúweːla/ "cruzar"                     |
| w        | /wʱ/      | wuthando /wʱúːtʰâːndo/ "É amor."                |
| x        | /ǂ/       | ixoxo /íǂoǂo/ "sapo"                            |
| xh       | /ǂʰ/      | ukuxhasa /úɠuǂʰáːsa/ "apoiar"                   |
| y        | /j/       | uyise /újiːsé/ "pai dele/dela"                  |
| y        | /jʱ/      | yintombazane /jʱintómbazâːne/ "É uma menina"    |
| z        | /z/       | umzuzu /umúzuːzú/ "momento"                     |

A característica gramatical mais distinta do zulu, assim como dos demais idiomas das línguas bantas, é o uso extensivo de prefixos. Os substantivos são escritos com seus prefixos como uma palavra ortográfica. Se o prefixo terminar com uma vogal (como a maioria) e o radical do substantivo também começar com uma vogal, um hífen é inserido no meio, por exemplo: i-Afrika - “África”. Isso ocorre apenas com empréstimos.

## Morfossintaxe
- A ordem das palavras é sujeito-verbo-objeto.
- Morfologicamente, é uma linguagem aglutinativa (utiliza da aglutinação; junção de morfemas.)
- Os substantivos são classificados em classes ou gêneros morfológicos (16 em zulu), com diferentes prefixos para o singular e o plural. Várias classes gramaticais de um substantivo devem concordar com o próprio substantivo de acordo com seu gênero. Esses acordos geralmente refletem parte da classe original com a qual está concordando. Um exemplo é o uso da classe 2 'aba-', que pode ser utilizada tanto para acompanhar substantivo, adjetivo e concordância relativa.

Exemplo:
Bonke abantu abanamandla epulazini bagawula izihlahla (Todas as pessoas fortes da fazenda estão derrubando árvores).

### Verbo e conjugação por pessoa, número e gênero
O sistema verbal do isizulu mostra uma combinação de categorias temporais e aspectuais em seu paradigma finito. Normalmente, os verbos têm dois radicais, um para o presente-indefinido e outro para o presente perfeito.
Diferentes prefixos podem ser anexados a esses radicais verbais para especificar a concordância do sujeito e vários graus de tempo passado ou futuro. Por exemplo, na palavra uyathanda ("ele ama"), o radical atual do verbo é -thanda, o prefixo u- expressa sujeito de terceira pessoa do singular e -ya- é um preenchimento que é usado em frases curtas. O prefixo ya- também é utilizado em sentenças no presente positivo quando nada segue o verbo da oração. Abaixo está uma relação do verbo “ser” no presente e o pronome "eu" em zulu.
| Pronome | Presente                      | Passado recente                            | Passado recente contínuo            | Passado remoto                   | Futuro                                                     |
| ------- | ----------------------------- | ------------------------------------------ | ----------------------------------- | -------------------------------- | ---------------------------------------------------------- |
| mina    | ngi- [pos.] angi-...-i [neg.] | ngi-...-e/-ile [pos.] angi-...-anga [neg.] | bengi- [pos.] benginga-...-i [neg.] | nga- [pos.] angi-...-anga [neg.] | ngiyo(ku)-; ngizo(ku)-; ngo(ku)- [pos.] angizu(ku)- [neg.] |

| Eu estou +verbo | Eu sou +adjetivo | Eu sou +a-/o-/u-substantivo | i-substantivo, outras palavras |
| --------------- | ---------------- | --------------------------- | ------------------------------ |
| ngi-            | ngimu-           | nging-                      | ngiyi-                         |

Aqui estão alguns exemplos da aplicabilidade da conjugação dos verbos:
- Angi-ya-dli inyama = Angiyadli inyama = Eu não como carne (I do not eat meat)
- Ngi-ya-khuluma = Ngiyakhuluma = Eu estou falando (I am speaking)

### Relações de posse
A maioria das palavras de propriedade (palavras classificadas como adjetivos em inglês) são representadas por relativo. Por exemplo, na frase umuntu ubomvu ("a pessoa é vermelha"), a palavra ubomvu (raiz -bomvu – “red” ) se comporta como um verbo e usa o prefixo de concordância u-. No entanto, existem diferenças sutis; por exemplo, ele não usa o prefixo ya-.

## Vocabulário

### Zulu Urbano
Na região do bantustão Cuazulo, a língua zulu era amplamente usada assim como o inglês no nível do ensino médio nas escolas. Sendo assim, desde o fim do apartheid em 1994, o zulu tem passado por um renascimento evidente e marcante.
Diferentemente do zulu padrão ou zulu profundo (isizulu esijulile), que é ensinado nas escolas e tem caráter purista, o zulu urbano é falado nas cidades e contém muitas palavras emprestadas de outras línguas, principalmente do inglês. Isto é, algumas palavras em inglês podem servir de base para a formação de prefixos ou sufixos que serão utilizados para a formação de novas palavras com significados similares ou iguais. Por exemplo:
- Padrão: Umakhalekhukhwini

Urbano: icell (i utilizado como prefixo)
Tradução: Celular (cellphone)
- Padrão: Ngiyezwa

Urbano: Ngiya-andastenda
Tradução: Eu escuto/entendo (I understand)
Um fato interessante é que a popularidade do zulu urbano fez com que o zulu padrão não fosse mais compreendido pela maioria dos jovens.
Outra demonstração do zulu no dia-a-dia está no filme de 1994 O Rei Leão, o único filme da Disney que foi inteiramente dublado em zulu, pois o enredo se passa na África. Na sua canção "Círculo da Vida ", foram usadas as frases “Ingonyama nengw 'enamabala” (Um leão e manchas de leopardo), “Nans' ingonyama bakithi Baba” (Lá vem um leão, Pai) e “Siyonqoba” (Conquistaremos).
Além disso, em 2005, o primeiro longa-metragem em zulu, “Yesterday”, foi indicado ao Oscar.

### Números
Contagem em isizulu até dez:
| IsiZulu           | Português |
| Kunye             | 1         |
| Kubili            | 2         |
| Kuthathu          | 3         |
| Kune              | 4         |
| Isihlanu          | 5         |
| Isithupha         | 6         |
| Isikhombisa       | 7         |
| Isishiyagalombili | 8         |
| Isishiyagalolunye | 9         |
| Ishumi            | 10        |

### Meses
Meses em zulu
| Português | zulu         |
| --------- | ------------ |
| Janeiro   | uMasingane   |
| Fevereiro | uNhlolanja   |
| Março     | uNdasa       |
| Abril     | UMbasa       |
| Maio      | UNhlaba      |
| Junho     | UNhlangulana |
| Julho     | uNtulikazi   |
| Augosto   | UNcwaba      |
| Setembro  | uMandulo     |
| Outubro   | uMfumfu      |
| Novembro  | uLwezi       |
| Dezembro  | uZibandlela  |